# Gundam Battle Royale
Gundam Battle Royale est un jeu vidéo d'action développé par Artdink et édité par Namco Bandai Games en octobre 2006 sur PlayStation Portable. C'est une adaptation en jeu vidéo de la série basée sur l'anime Mobile Suit Gundam. C'est le deuxième opus d'une série de cinq jeux vidéo,,.

## Série
1. Gundam Battle Tactics : 2005, PlayStation Portable
2. Gundam Battle Royale
3. Gundam Battle Chronicle : 2007, PlayStation Portable
4. Gundam Battle Universe : 2008, PlayStation Portable
5. Gundam Assault Survive : 2010, PlayStation Portable